# Vangueriella chlorantha
Espèce
Synonymes
- Plectronia chlorantha K.Schum.[1]
- Vangueriopsis chlorantha (K.Schum.) Robyns[1]

Vangueriella chlorantha est une espèce de plantes de la famille des Rubiaceae et du genre Vangueriella, présente au Cameroun, également au Gabon.

## Description
C'est un arbrisseau pouvant atteindre 3 m de hauteur.

## Distribution
Subendémique, assez rare, elle est présente dans plusieurs régions du Cameroun, dans les forêts littorales de moyenne et basse altitude. Elle a également été observée sur deux sites au Gabon.